# Donnersberger Literaturtage
Die Donnersberger Literaturtage (DLT) sind eine ehrenamtlich organisierte Literaturveranstaltung des Donnersberger Literaturvereins in Rheinland-Pfalz. Sie finden alle zwei Jahre im Rahmen des Kultursommers Rheinland-Pfalz statt.

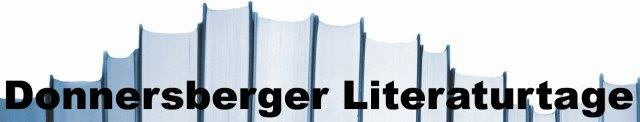
Logo der Donnersberger Literaturtage

## Ziele und Konzept
Ziel ist es, die Region um den Donnersberg zu einer pfälzer und darüber hinaus rheinland-pfälzischen Literaturbühne zu erheben. Sie entspringen einer Initiative von Donnersberger Autoren (2006), die zwischenzeitlich (ab 2008) von Thomas M. Mayr allein getragen wurde. Seit 2012 ging die Organisation auf den Donnersberger Literaturverein über, dessen Vorsitzender er ist.
Weitere Vorstandsmitglieder sind derzeit: Ulrike Pohl (2. Vorsitzende), Michael Juppe (Schriftführer), Hannelore Mayr-Knochel (Schatzmeisterin), Dr. Thomas Behnke, Katharina Elsinger und Gabi Treiber (Beisitzende).
Die DLT richteten sich anfangs an Vorbildern wie den Rheinland-Pfälzischen Literaturtagen und dem Eifel Literatur Festival aus. Inzwischen haben sie ihren eigenen Stil gefunden und dienen gar anderen als Orientierung. Das Konzept fußt auf drei Säulen und beinhaltet Lesungen mit nationalen wie auch regionalen Autoren. Hinzu kommt eine Ausschreibung an Schüler in Rheinland-Pfalz nach Abschluss der Mittleren Reife, wobei sich das Thema an das des Kultursommers Rheinland-Pfalz anlehnt.
Im Einzelnen:
- Zum Schreibwettbewerb können Schüler sich nur über ihre Schule anmelden. An die Gewinner wird der Susanne-Faschon-Preis verliehen.
- Außerdem wird ein „Preis für die schreibkreativste Schule“ vergeben, um das Engagement von Lehrern zu würdigen.
- Die Preisträger eines Jahrgangs werden nach dem Schreibwettbewerb gefördert, indem ihnen Lesungen in verschiedenen Landesteilen ermöglicht werden.
- Die Susanne-Faschon-Preisträger sind Mitglied der Jury beim nachfolgenden Wettbewerb.

Darüber hinaus
- werden national bekannte Autoren zu Lesungen eingeladen; darunter ein bilingualer Autor.
- Es lesen regional bekannte Autoren; darunter ein Mundartdichter.
- Hinzu kommt ein Poetry Slam.
- Von Schülern und Azubis wird für die Lesungen kein Eintritt erhoben.

Angesichts dieses Konzeptes, das darüber hinaus Veranstaltungen für Kinder, eine Kunstausstellung zum literarischen Thema, Workshops und passende Sachvorträge beinhaltet, sind die DLT vermutlich das komplexeste und vielseitigste Literaturfestival in Rheinland-Pfalz, vielleicht sogar im nationalen Vergleich. Inhaltlich sind alle Literaturgattungen vertreten von Science-Fiction/Fantasy bis hin zur Lyrik. Es beteiligen sich rings um Kirchheimbolanden eine Vielzahl von Institutionen an den verschiedensten Orten im Donnersbergkreis.

## Geschichte
Die DLT stehen unter der Schirmherrschaft des rheinland-pfälzischen Kulturministeriums und finanzieren sich größtenteils aus Spenden sowie Geldern der öffentlichen Hand, die in die Projekt- und Programmarbeit fließen.
Sie begannen 2007 mit der Beteiligung von Schülern aller in Frage kommenden Schulen im Donnersbergkreis. Seit 2017 beziehen sie alle Schüler mit abgeschlossener Mittlerer Reife in der Pfalz, seit 2019 auch in Rheinhessen, ab 2021 in ganz Rheinland-Pfalz ein. Die DLT finden alle zwei Jahre statt. Die Lesungen waren anfangs auf eine Woche begrenzt und umfassen inzwischen die Monate Mai und Juni. Die Besucherzahlen sind kontinuierlich gestiegen und lagen 2017 mit 13 Veranstaltungen bei über 1300 Besuchern.
Neben dem Susanne-Faschon-Preis wird seit 2015 auch ein „Preis für die schreibkreativste Schule“ vergeben. Er honoriert seit 2015 das Engagement von Lehrern.
Seit 2018 beteiligen sich die DLT jährlich mit Beiträgen an den Kirchheimbolander Friedenstagen.

## Jurymitglieder
- Barbara Franke, Autorin, Lehrerin, frühere 1. Vorsitzende des LVP
- Thomas Behnke, Kulturreferent bei der Zeitung Die Rheinpfalz
- Thomas Maria Mayr, Vorsitzender des Donnersberger Literaturvereins und Autor
- Preisträger des letzten Susanne-Faschon-Preises

Frühere Mitglieder der Jury waren: Gabriele Weingartner, Gerd Forster, Michael Dillinger, Waltraud Amberger, Katrin Kirchner

## Susanne-Faschon-Preis
Der Susanne-Faschon-Preis ist mit 2000 € dotiert und damit der zeithöchst dotierte, anonym vergebene, Preis in Rheinland-Pfalz. Insgesamt werden 13 Schüler ausgezeichnet. Die ersten Drei mit Geldpreisen in Höhe von 500 € / 300 € / 200 €, die folgenden zehn Autoren mit je 100 €. Geehrt wird mit ihm die in Kaiserslautern geborene und in Rheinland-Pfalz wie im Rhein-Main-Raum wirkende Schriftstellerin Susanne Faschon.
Ihren Lebensabend verbrachte sie in Jakobsweiler am Donnersberg.

### Preisträger
- 2007: Janine Frey, (Nordpfalzgymnasium, Kirchheimbolanden) / 2. Preis: Theresia Schweden / 3. Preis: Patricia Heisinger
- 2009: Tabea Reinelt (IGS Rockenhausen) / 2. Preis: Sinead Keller / 3. Preis: Ruben Fiebig
- 2011: Elisabeth Lang (Albert Schweitzer Gymnasium, Kaiserslautern) / 2. Preis: Lisa Zacher / 3. Preis: Aileen Schneider, Olivia Schüssler
- 2013: Vivian Tekin (Hohenstaufengymnasium, Kaiserslautern) / 2. Preis: Hannah Hirschler / 3. Preis: Katrin Fuchs
- 2015: Felicitas Lamb (Wilhelm-Erb-Gymnasium, Winnweiler) / 2. Preis: Jannik Mielke / 3. Preis: Viktoria Dippel
- 2017: Marleen Widmer (IGS freie Montessori Schule, Landau) / 2. Preis: Elisa Wiesensee / 3. Preis: Anja Schneider
- 2019: Johanna Kunz (Elisabeth-Langgässer-Gymnasium, Alzey) / 2. Preis: Tabea Schneider / 3. Preis: Tibo Schwarzer
- 2021: Georg Wolf (Elisabeth-Langgässer-Gymnasium, Alzey) / 2. Preis: Patrizia Turek / 3. Preis: Elena Hartmann
- 2023:[14] Pauline Vogelsanger (Gymnasium am Rittersberg, Kaiserslautern) / 2. Preis: Frederike Lea Nickel / 3. Preise: Jasmin Gromatka, Amelie Sommer
- 2025: Jaron Wendel (Heinrich-Heine-Gymnasium, Kaiserslautern) / 2. Preise: Hanna Wagner, Lene Zimmer / 3. Preis: Charlotte Altherr

## Preis für die schreibkreativste Schule von Rheinland-Pfalz
Der Preis ist mit 200 € dotiert sowie einer vom Friedrich-Bödecker-Kreis geförderten Lesung bzw. Schreibwerkstatt. In seine Wertung fließen ein:
- Platzierung der Schüler beim Schreibwettbewerb
- Durchführung einer auf die DLT bezogenen Schreibwerkstatt oder einer durchlaufenden Schreib-AG im Schuljahr des Wettbewerbs
- Beteiligung von mindestens 5 Schülern jener Schule.

Gewonnen haben:

### Preisträger
- 2015: Gymnasium Weierhof, Bolanden
- 2017: Berufsbildende Schule II (Wirtschaft und Soziales), Kaiserslautern
- 2019: Elisabeth-Langgässer-Gymnasium, Alzey
- 2021: Elisabeth-Langgässer-Gymnasium, Alzey
- 2023: Gymnasium am Rittersberg, Kaiserslautern
- 2025: Wilhelm-Erb-Gymnasium, Winnweiler

## Gewinner des Poetry Slams
- 2007: Norbert Fichtner, Nussbach
- 2009: Simon Grünewald, Göllheim
- 2017: Artem Zolotarov, Mainz
- 2019: Phriedrich Chiller, Mannheim
- 2021: Aileen Schneider, Kirchheimbolanden/Frankfurt am Main
- 2023: Lenny Felling, Mainz
- 2025: Artem Zolotarov, Mainz

## Veröffentlichungen
- Thomas M. Mayr, Waltraud Amberger (Hg): ZimmerLautStärke. Schülertexte zu den Donnersberger Literaturtagen 2007 und 2009, Geest-Verlag 2009, ISBN 978-3-86685-243-3
- Thomas M. Mayr (Hg): Aufbruch. Die Texte der Preisträger zu den Donnersberger Literaturtagen 2011 und 2013, Geest-Verlag 2013, ISBN 978-3-86685-436-9
- Donnersberger Literaturverein (Hg): Erinnerungen an Susanne Faschon, GTS-Druck 2015, ISBN 978-3-926306-72-2
- Thomas Behnke, Thomas M. Mayr (Hg): Schicksal und Geschick. Die Texte der Preisträger zu den Donnersberger Literaturtagen 2015 und 2017, Geest-Verlag 2017, ISBN 978-3-86685-646-2
- Thomas M. Mayr (Hg): Zwischen den Stühlen. Die Texte der Preisträger zu den Donnersberger Literaturtagen 2019 und 2021, Geest-Verlag 2021, ISBN 978-3-86685-840-4
- Thomas M. Mayr (Hg): Hoffnung. Die Texte der Preisträger der Donnersberger Literaturtage. Geest-Verlag, Visbek 2023, ISBN 978-3-86685-952-4.
- Thomas M. Mayr, Thomas Behnke (Hg): Die Wahl. Die Texte der Preisträger der Donnersberger Literaturtage 2025. Tredition-Druck, Ahrensburg 2025, ISBN 978-3-38457-622-4

## Auszeichnungen
- 2013: Deutscher Bürgerpreis des Donnersbergkreises
- 2015: Deutscher Bürgerpreis des Donnersbergkreises[15]
- 2021: Förderprojekt von Und seitab liegt die Stadt[16] des Literarischen Colloquiums Berlin und der Beauftragten der Bundesregierung für Kultur und Medien
- 2022: Ehrenamtspreis der Sparkasse Kaiserslautern

## Autoren (Auswahl)
Bei den Donnersberger Literaturtagen zu Gast waren u. a. Salim Alafenisch, Christian Baron, Michael Bauer, Gabriele Beyerlein,  Johann von Bülow, Eugen Damm†, Christoph Dittert, Sumaya Farhat-Naser, Sherko Fatah, Elena Fischer, Sebastian Fitzek, Catalin Dorian Florescu, Gerd Forster, Rainer Furch, Volker Gallé, Monika Geier, Doris Gercke, Nora Gomringer, Peter Härtling†, Markus Heitz, Annegret Held, Gad Kaynar Kissinger, Verena Keßler, Abbas Khider, Tanja Kinkel, Vincent Kliesch, Michael Konrad, Klaus Kordon, Katja Lange-Müller, Marie Lacrosse, Root Leeb, Tino Leo, Sibylle Lewitscharoff†, Paul Maar, Jagoda Marinić, Ingrid Noll, Hasan Özdemir, Wolfgang Ohler, Hanns-Josef Ortheil, Gudrun Pausewang†, Ulrike Piechota, Jaroslav Rudiš, Andrea Maria Schenkel, Norbert Scheuer, Bernhard Schlink, Kathrin Schmidt, Erhard Schmied, Helga Schneider, Norbert Schneider, Sylvia Schopf, Tijan Sila, Saša Stanišić, Katrin Tempel, Petra Urban, Jan Wagner, Theresia Walser und Klaus-Peter Wolf.
Daneben im Rahmen von Lesungen innerhalb der Kirchheimbolander Friedenstage: Ilona Lagrene†, Faten Mukarker, Wolfgang Schorlau, Christian Sterzing, Charlotte Wiedemann, Holger Wienpahl.